# De Vergulde Galei

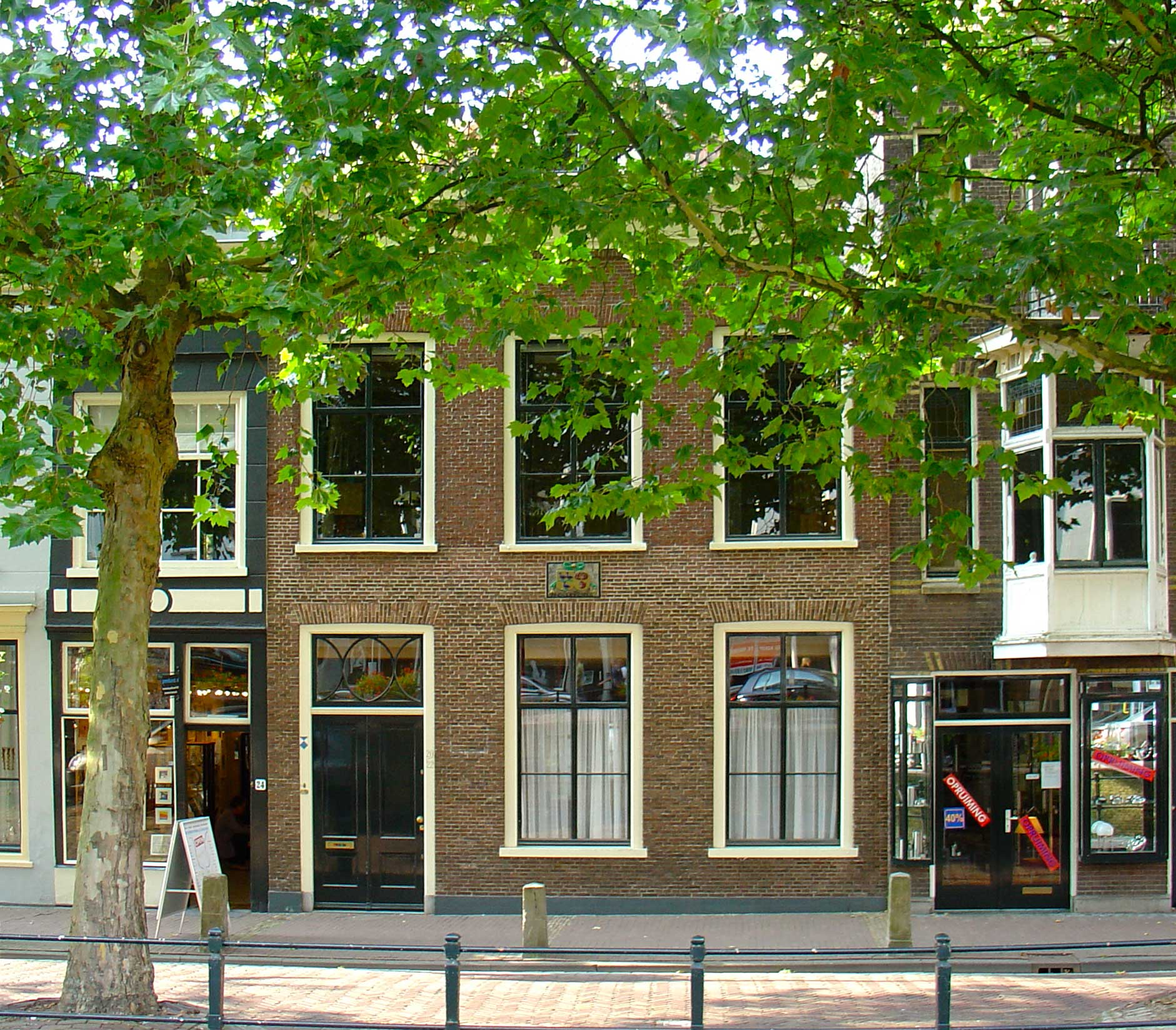
De Vergulde Galei aan de Lage Gouwe te Gouda

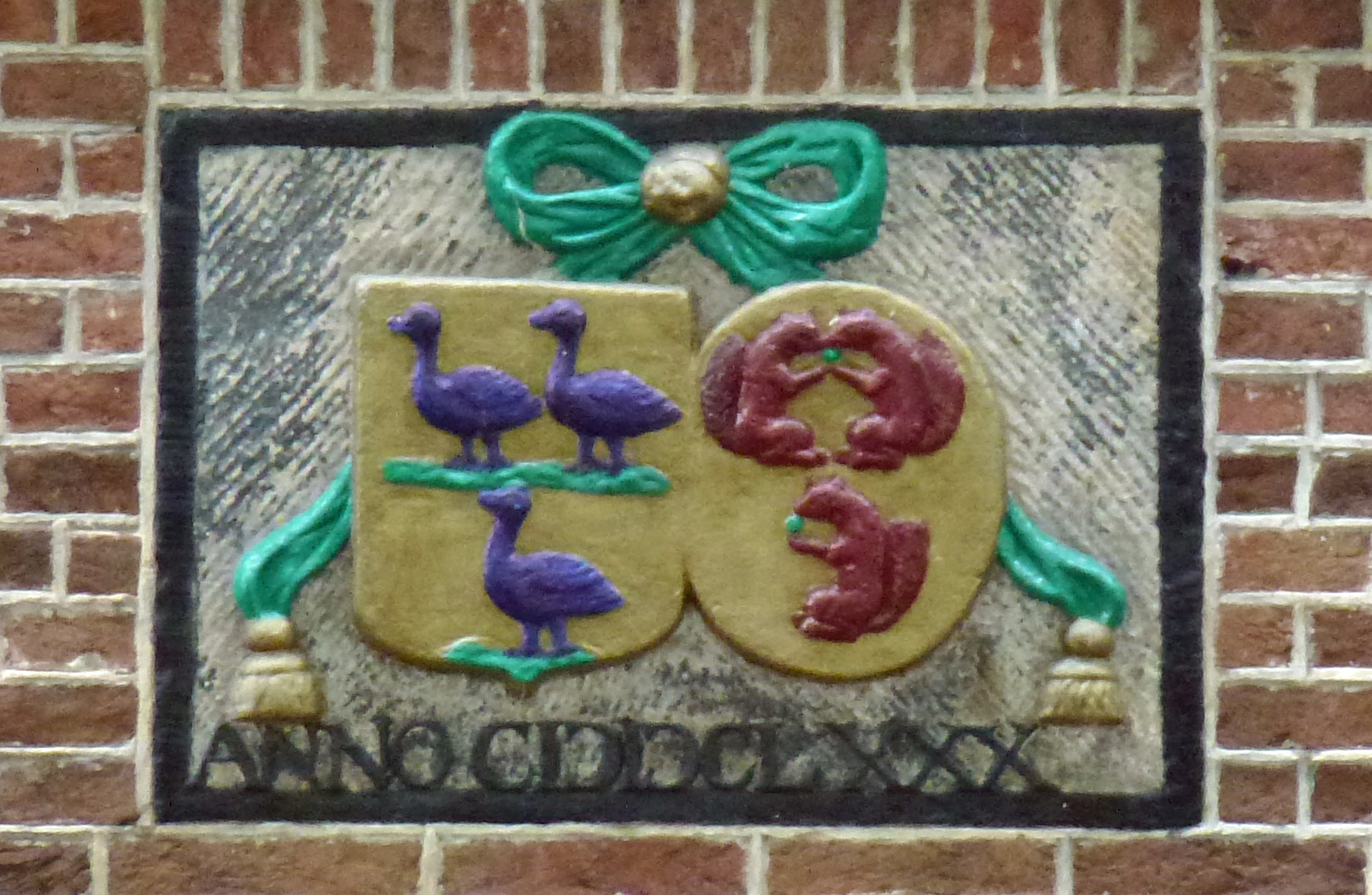
Geelsteen van De Vergulde Galei

De Vergulde Galei is een monumentaal pand aan de Lage Gouwe in de Nederlandse stad Gouda.
In 1723 werd het huis aan de Lage Gouwe verkocht onder de naam De Vergulde Galei, eerder De Drie Hammen geheten. Omstreeks 1813/1814 werd het oude pand afgebroken en vervangen door een nieuw pand in de empirestijl. De woning werd in 1976 en 1977 gerestaureerd en in 1977, als rijksmonument, heropend door de toenmalige minister van CRM, H.W. van Doorn. De toen onthulde gevelsteen behoorde oorspronkelijk niet bij dit pand, maar is waarschijnlijk afkomstig uit Bloemendaal.
Voor dit pand werden op 14 mei 1790 in beslag genomen goederen van patriotten verkocht. Het betrof eigendommen van die patriotten, die weigerden hun contributie te betalen voor de schutterij waaruit ze verwijderd waren. De goederen die niet geveild konden worden in de Doelen werden op straat verkocht op de Gouwe voor de galije.